# Kfz-Kennzeichen (Kap Verde)

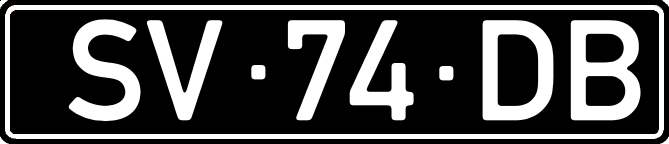
Kfz-Kennzeichen aus São Vicente

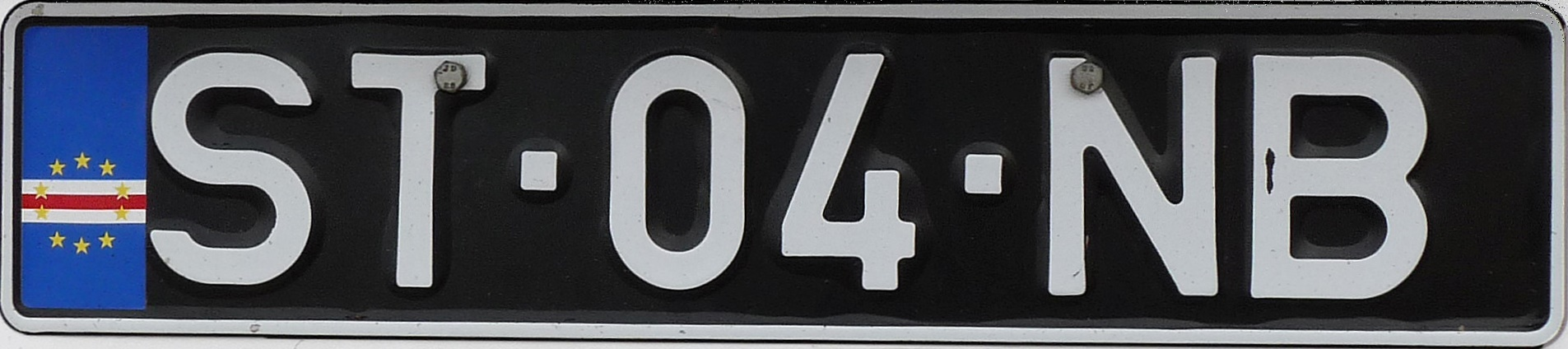
Kennzeichen aus Santiago mit Eurofeld

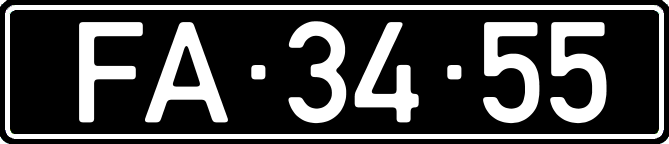
Nummernschild der Streitkräfte (FA)

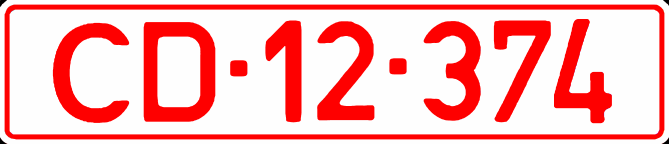
Diplomatenkennzeichen (CD)

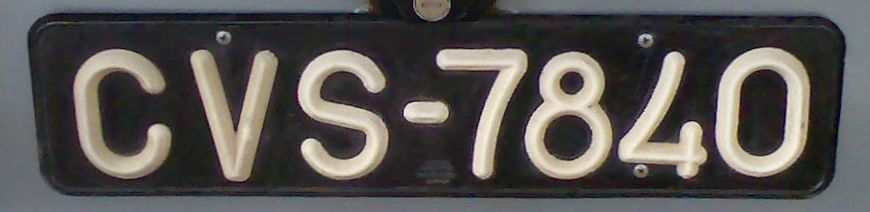
Kennzeichen der ersten Generation

Die Kfz-Kennzeichen von Kap Verde erinnern noch heute stark an die alten Nummernschilder der einstigen Kolonialmacht Portugal. Kapverdische Kennzeichen besitzen einen schwarzen Grund mit weißer Aufschrift. Einige Schilder zeigen in Anlehnung an die Euro-Kennzeichen am linken Rand einen Balken, der die Nationalflagge darstellt.
Aktuelle Kennzeichen gliedern sich in drei Zeichenpaare nach dem Muster AB-12-CD. Die ersten beiden Buchstaben geben die entsprechende Insel an. Insgesamt existieren acht Zulassungsbezirke.
BR – Brava

BV – Boa Vista

FG – Fogo

SA – Santo Antão

SL – Sal

SN – São Nicolau

ST – Santiago

SV – São Vicente

Fahrzeuge der Streitkräfte besitzen Kennzeichen, die mit FA für port. Forças Armadas beginnen und zwei zweistellige Zahlen zeigen.
Diplomatenkennzeichen zeigen rote Schrift auf weißem Grund. Sie beginnen mit den Buchstaben CMD oder CD. Es folgen eine zweistellige Zahl, die das Herkunftsland angibt, und eine fortlaufende Nummer.
Schilder der Regierung und Polizei besitzen einen gelben Hintergrund und zeigen nach der normalen Kombination den Buchstaben G, für Governo. Das Fahrzeug des Präsidenten hat die Kombination PR CV (für Presidente da República de Cabo Verde).
Ältere Kennzeichen sind nach dem Muster CVx-1234 aufgebaut, wobei CV für port. Cabo Verde steht. Für x erschienen entweder die Buchstaben B oder S. Sie kodierten die beiden Hauptinselgruppen Barlavento und Sotavento.

Ausschlaggebend für die Inselkennung ist jeweils die Insel / die Inselgruppe der erstmaligen Anmeldung des Fahrzeugs in den Kapverden.

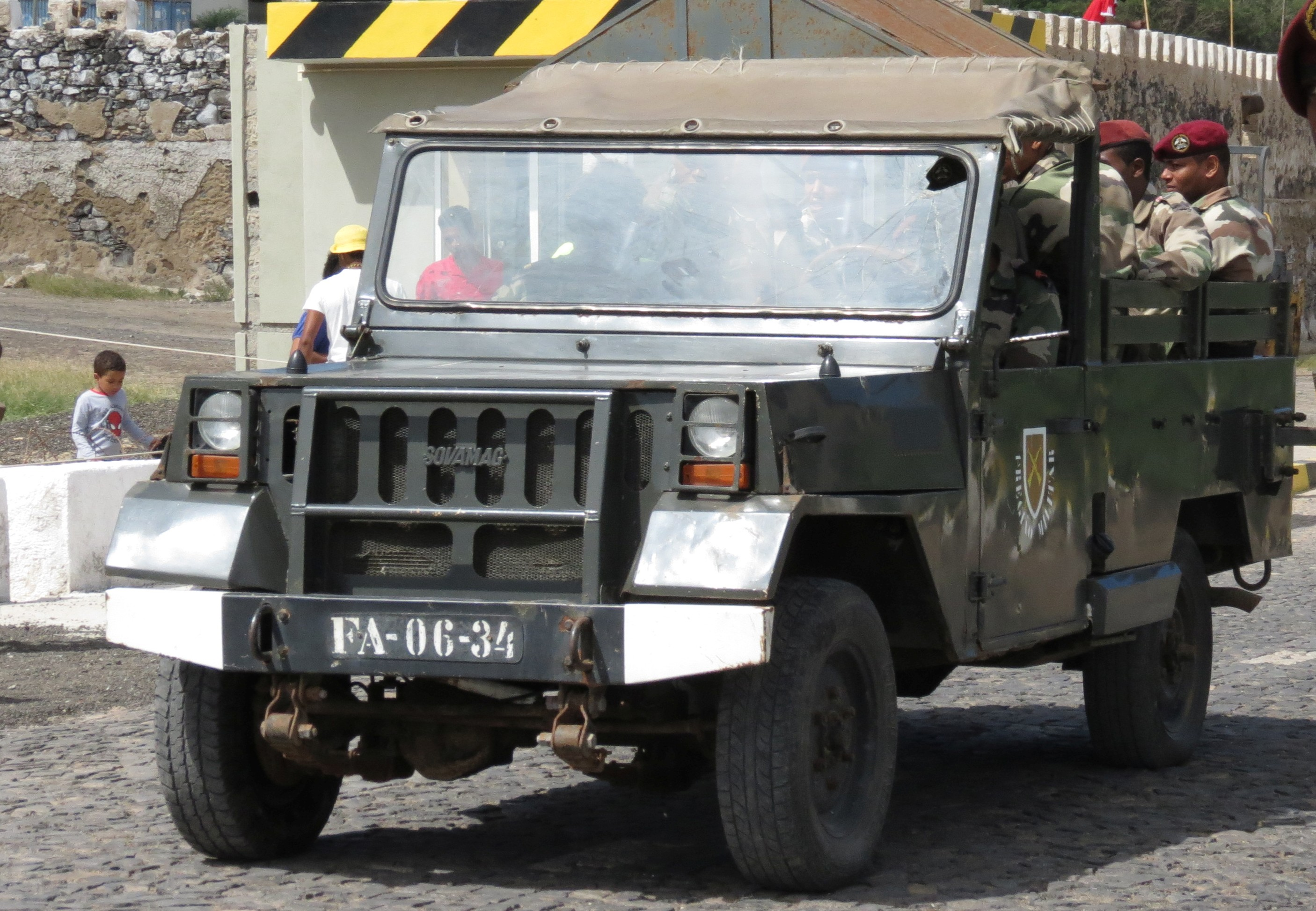
Militärkennzeichen an einem SOVAMAG
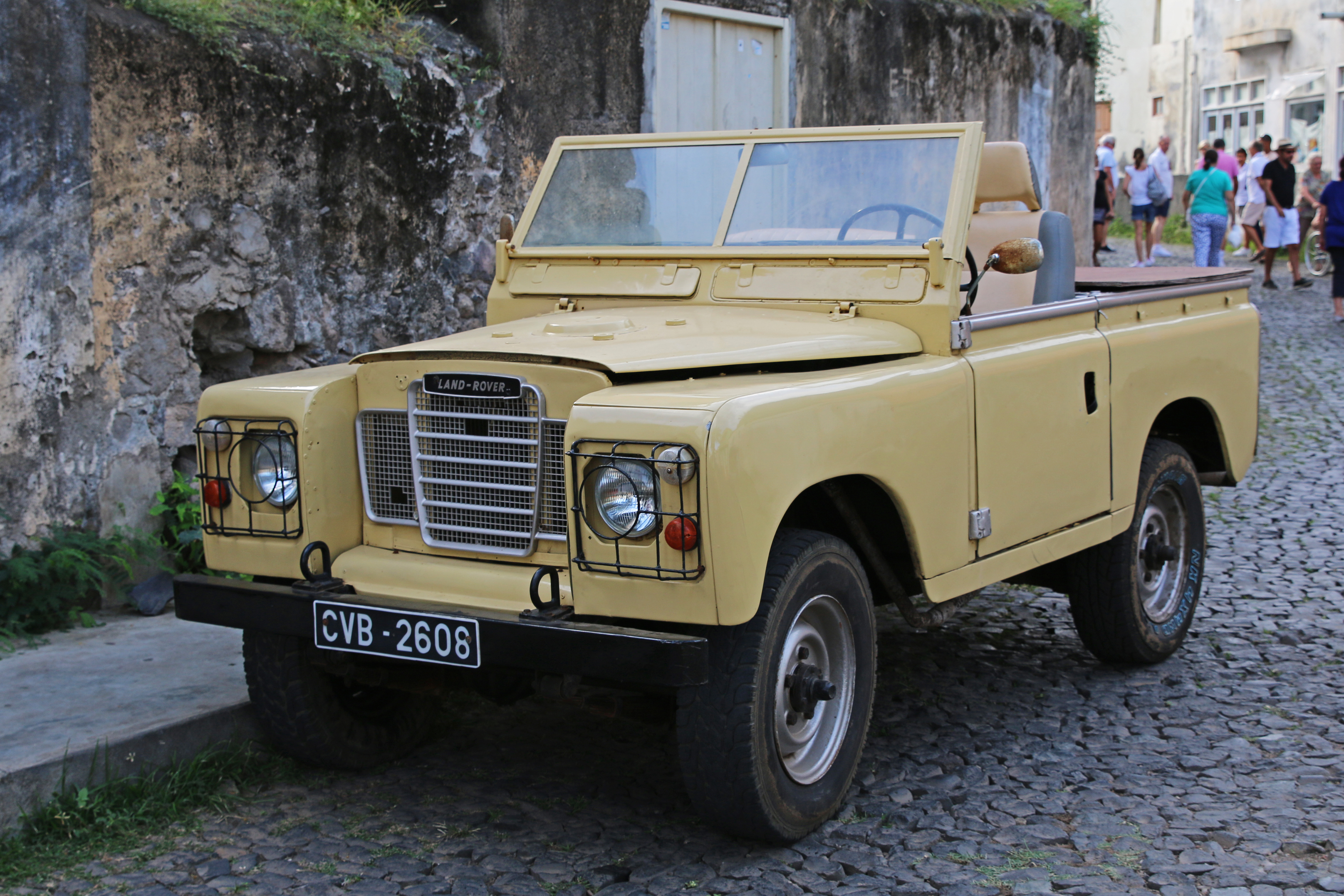
Land Rover Defender mit älterem Kennzeichen
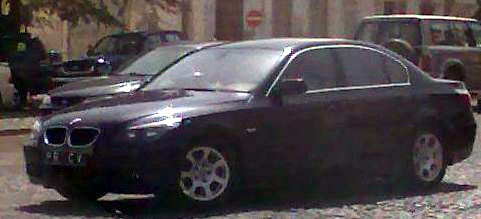
PR CV am Fahrzeug des Präsidenten, hier Pedro Pires
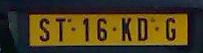
Regierungs-Kennzeichen